# Torcy, Saône-et-Loire
Torcy là một xã ở tỉnh Saône-et-Loire trong vùng Bourgogne-Franche-Comté nước Pháp.
Sông Bourbince chảy qua xã này.

## Thông tin nhân khẩu
Theo điều tra dân số năm 1999, xã này có dân số 3.554.
Dân số năm 2004 ước khoảng 3.136 người.